# Кисляк, Наталья Сергеевна
Наталья Сергеевна Кисляк (4 августа 1926, Саратов — 24 августа 2008, Москва) — советский и российский гематолог, член-корреспондент РАМН.

## Биография
Наталья Сергеевна Кисляк родилась 4 августа 1926 года в Саратове. В 1949 году окончила Саратовский медицинский институт. Затем переехала в Москву, в 1952 году начала работать на кафедре факультетской педиатрии Второго Московского государственного медицинского института в должности ассистента. В 1966 году стала заведующей этой же кафедрой.
С 1969 по 2008 годы являлась главным редактором журнала «Педиатрия». В 1974 году Наталья Сергеевна была избрана член-корреспондентом Академии медицинских наук СССР. В 1966-80 годах она занимала должность заместителя министра здравоохранения РСФСР. В 1994 году ушла с должности завкафедры, став почётной заведующей кафедрой. Ушла из жизни 24 августа 2008 года.
Похоронена в Москве на Головинском кладбище.

## Вклад в науку
Автор более 400 научных работ. Руководила защитой 72 диссертаций, среди которых было 14 докторских.

## Награды и премии
- Премия им. М. С. Маслова (1978) за монографии «Клетки крови в норме и патологии» и «Атлас клеток крови в норме и при патологии у детей»[4];
- Заслуженный деятель науки Российской Федерации (2003)[6];
- Орден Октябрьской революции[6];
- два ордена Трудового Красного Знамени[6];
- орден «Знак Почёта»[6];
- медаль ВДНХ[6];